# Château de Königsberg
Pour les articles homonymes, voir Königsberg (homonymie).
 (mars 2013).
Le château de Königsberg (en allemand : Königsberger Schloss) était un château situé à Königsberg, en Prusse-Orientale (en Allemagne et depuis 1946 sur le site de Kaliningrad, en Russie). Détruit après-guerre, il est remplacé pendant les années 1960 par la Maison des Soviets de Kaliningrad. Le château était constitué d'une cathédrale, d'un musée et de bâtiments administratifs.

## Histoire
Le château de Königsberg, de même que la cathédrale de Königsberg, était l'un des symboles principaux de la capitale de la province de Prusse-Orientale, Königsberg, l'actuelle Kaliningrad qui se situe dans l'enclave russe du même nom entre la Pologne et la Lituanie. Pendant la deuxième guerre mondiale, le château fut fortement endommagé par un bombardement allié au mois d'août 1944 ainsi que par la bataille de Königsberg. En dépit de l'opposition de plusieurs historiens soviétiques et scientifiques des arts, les ruines furent détruites et déblayées sur ordre de Léonid Brejnev.
Le bâtiment s'étendait sur une longueur maximale de 104 m et une largeur maximale de 66,8 m. La plus haute tour qui mesurait 84,5 m, se situait sur la place de l'Empereur-Guillaume (de)). Les événements historiques ont régulièrement donné l'occasion de procéder à des modifications ou à des nouvelles constructions. En 1312, Königsberg devint le siège du grand maréchal de l'Ordre des Chevaliers Teutoniques (Ordenmarschall). C'est de là que partirent toutes les campagnes contre les Lituaniens tout au long du XIVe siècle. En 1457, après la perte de Marienburg, Königsberg devint la résidence des grands maîtres de l'Ordre puis, en 1525, elle devint celle du duc Albert de Brandebourg (Albrecht von Brandenburg-Ansbach en allemand), le premier duc de Prusse. Par la suite, l'autorité gouvernementale échut au prince-électeur de Brandebourg. Ainsi, après Berlin, Königsberg devint la deuxième résidence officielle de ce dernier. Enfin c'est en 1701, à Königsberg, que le prince-électeur Frédéric III ceignit la couronne du premier Roi en Prusse et pris le nom de Frédéric Ier.

Dynamitage du château.

L'église du château, construite entre 1584 et 1595, devint plus tard l'église du couronnement des rois de Prusse en 1701 puis en 1861. L'intention initiale de Frédéric de faire du château une imposante bâtisse de style baroque fut abandonnée après sa mort. Seule l'aile sud-ouest du château fut progressivement achevée. Plus tard, l'édifice fut reconverti en bâtiment administratif et en musée. Lors des deux bombardements britanniques dévastateurs du mois d'août 1944 et pendant la bataille de Königsberg au mois d'avril 1945, le château fut gravement endommagé et ravagé par un incendie. Les ruines furent finalement dynamitées et déblayées en 1968.

## Composition des bâtiments
Le château se compose d'un corps de bâtiment en quadrilatère fermé composé de quatre ailes :

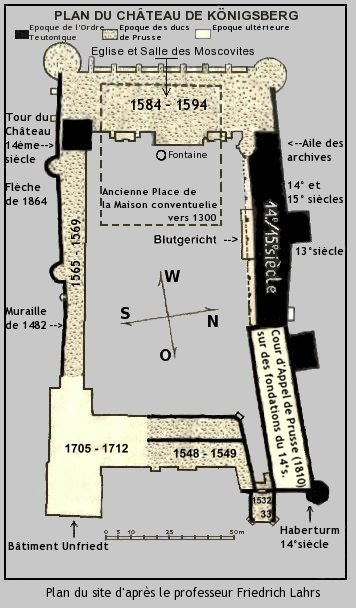

- À l'est: La Tour Haber du château de Königsberg (de) : Tour octogonale la plus ancienne à l'angle nord-est du château, datée de l'époque de l'Ordre des Chevaliers Teutoniques[1], le portail d'Albert (entrée principale), le corps de garde principal, l'administration et Le Unfriedtbau (de) : aile baroque et appartements royaux du château.
- Au sud: le Unfriedtbau (le long de la Bergstrasse), les appartements du haut président, le Musée Prussia (de), la collection municipale d'œuvres d'art.
- À l'ouest: La Tour du Château de Königsberg (de) : tour de défense et clocher du château, l'Église du Château (Schlosskirche en allemand) : Lieu du sacre des Rois de Prusse, la Salle des Moscovites (Moscowitersaal en allemand) : grande salle de réception au-dessus de l'Église.
- Au nord: Les Archives d'État prussiennes de Königsberg, le Blutgericht (de): bar à vin situé dans les caves voutées, le Gouvernement de Prusse-Orientale (autorité judiciaire) (de), la Bibliothèque d'argent (de) : collection précieuse de manuscrits, le Tribunal d'État supérieur de Königsberg

Les tours suivantes ont subsisté jusqu'à la destruction du château:
- La Tour du Château de Königsberg (de)

- La Tour Haber du château de Königsberg (de), la plus ancienne du Château
- La tour ronde du sud-est
- La tour Berwart (de) au nord-est
- Les deux tours carrées sur la face nord

Galerie d'images

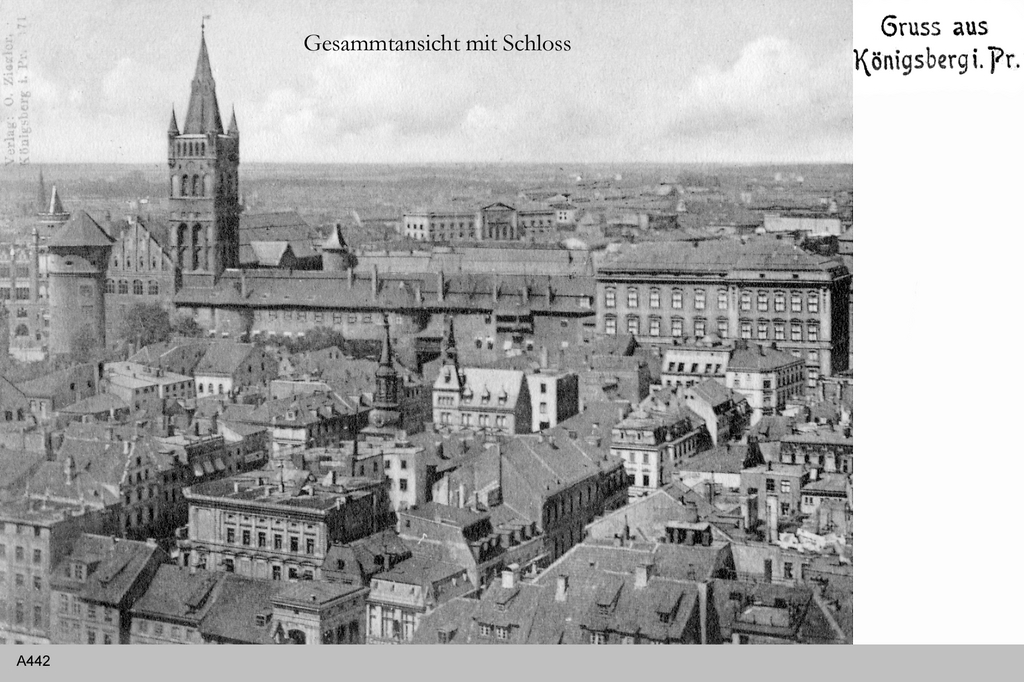
Le château, vue aérienne du sud
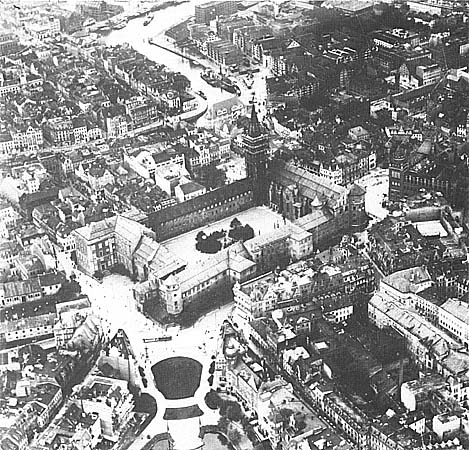
Vue aérienne du château à partir du nord-est
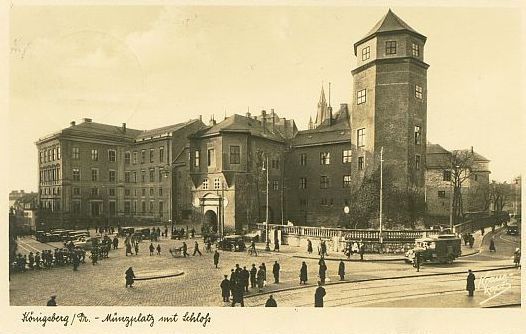
Aile est avec vue sur la tour Haber et le portail Albert à partir de la Münzplatz
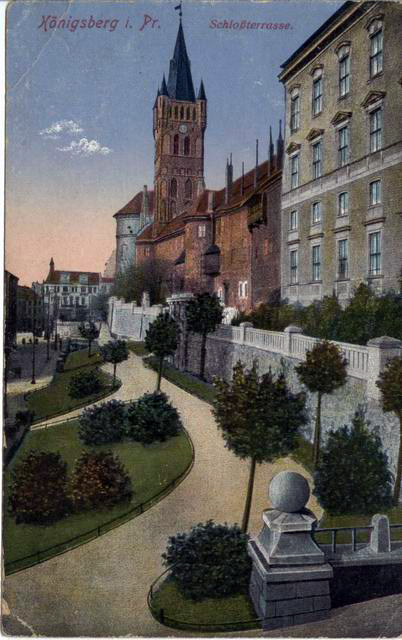
Aile sud : terrasse du château le long de la Bergstrasse dans la vieille ville
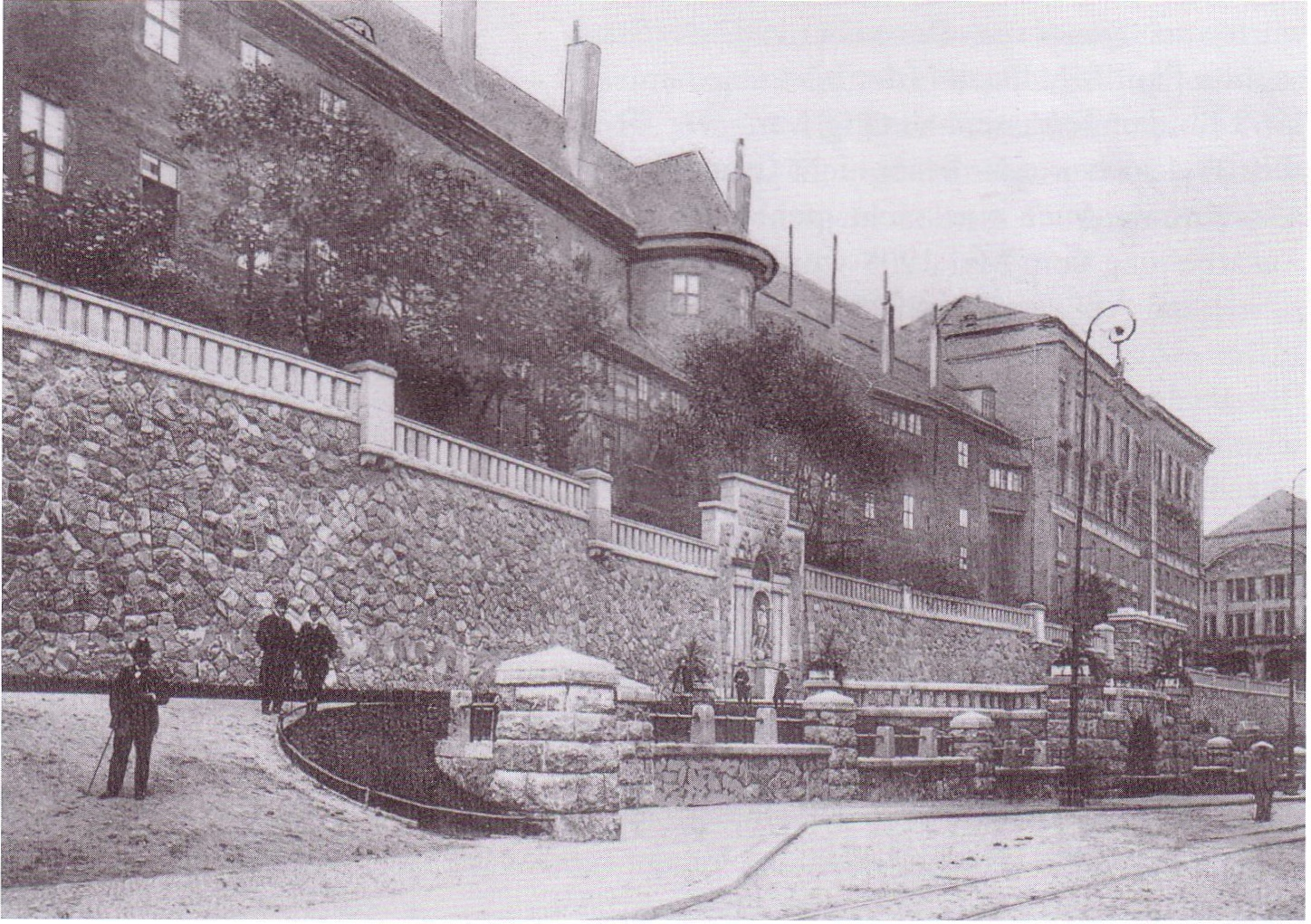
Aile sud du château
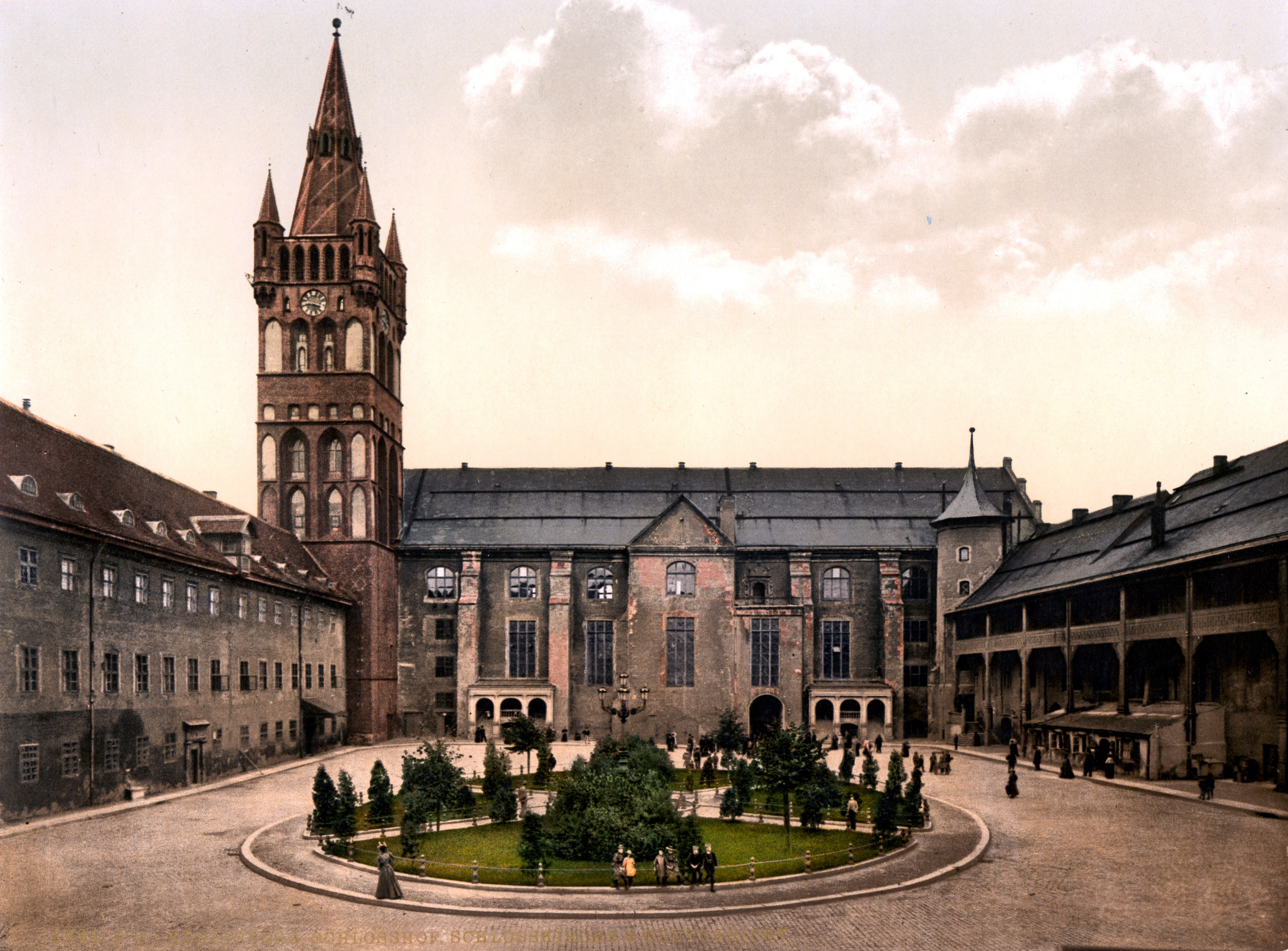
Cour intérieure du château avec vue sur l'aile ouest (église du château)
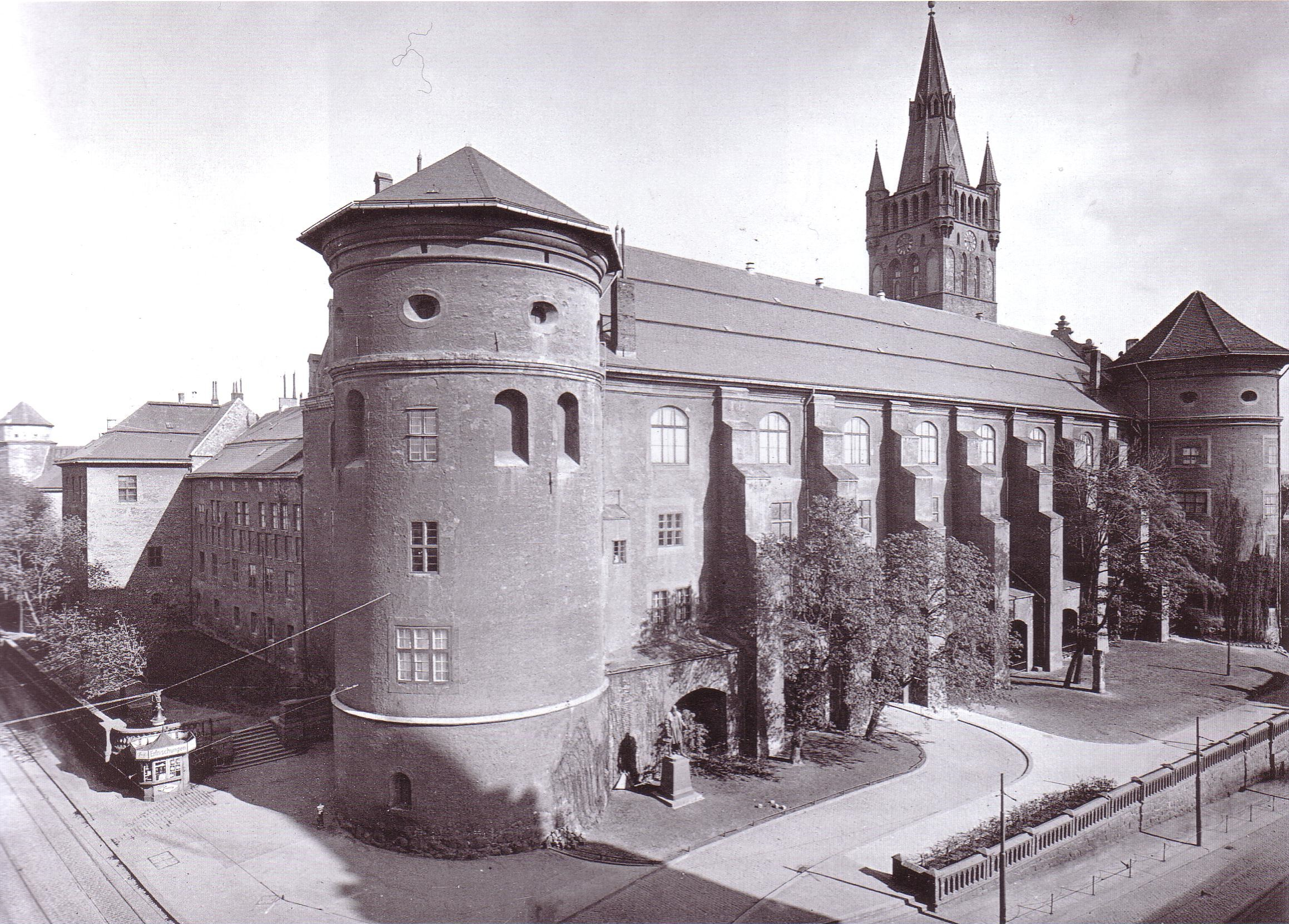
Aile ouest et nord avec vue sur la tour Berwart
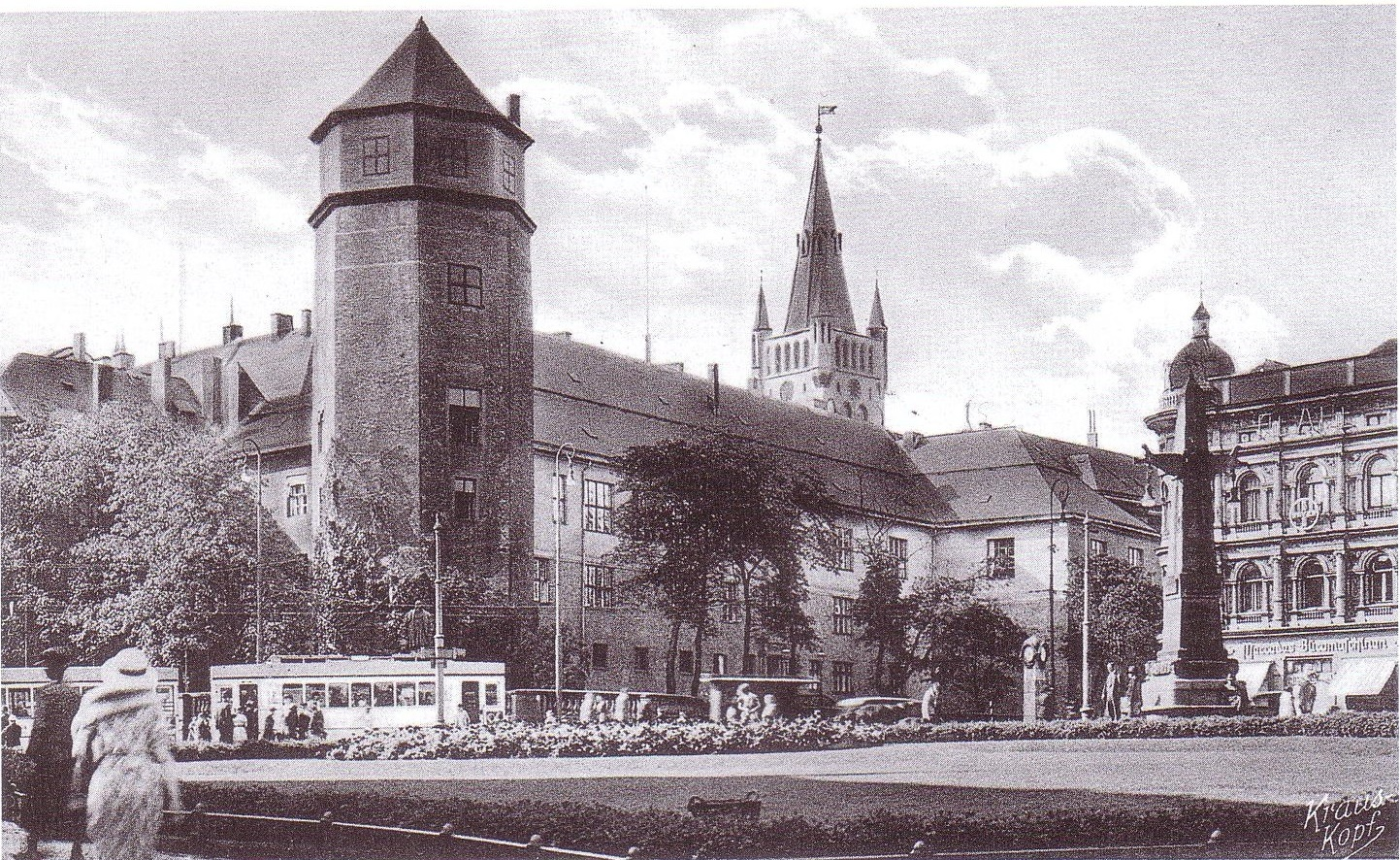
Aile nord du château
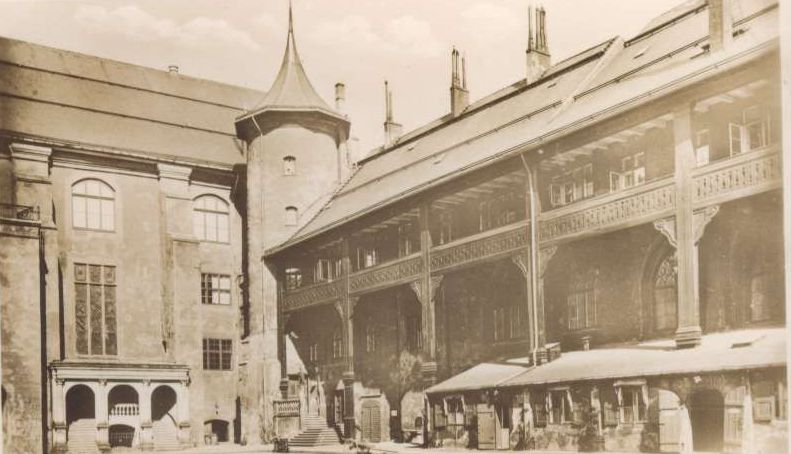
Aile nord vue de la cour intérieure avec l'entrée historique du bar à vin Blutgericht
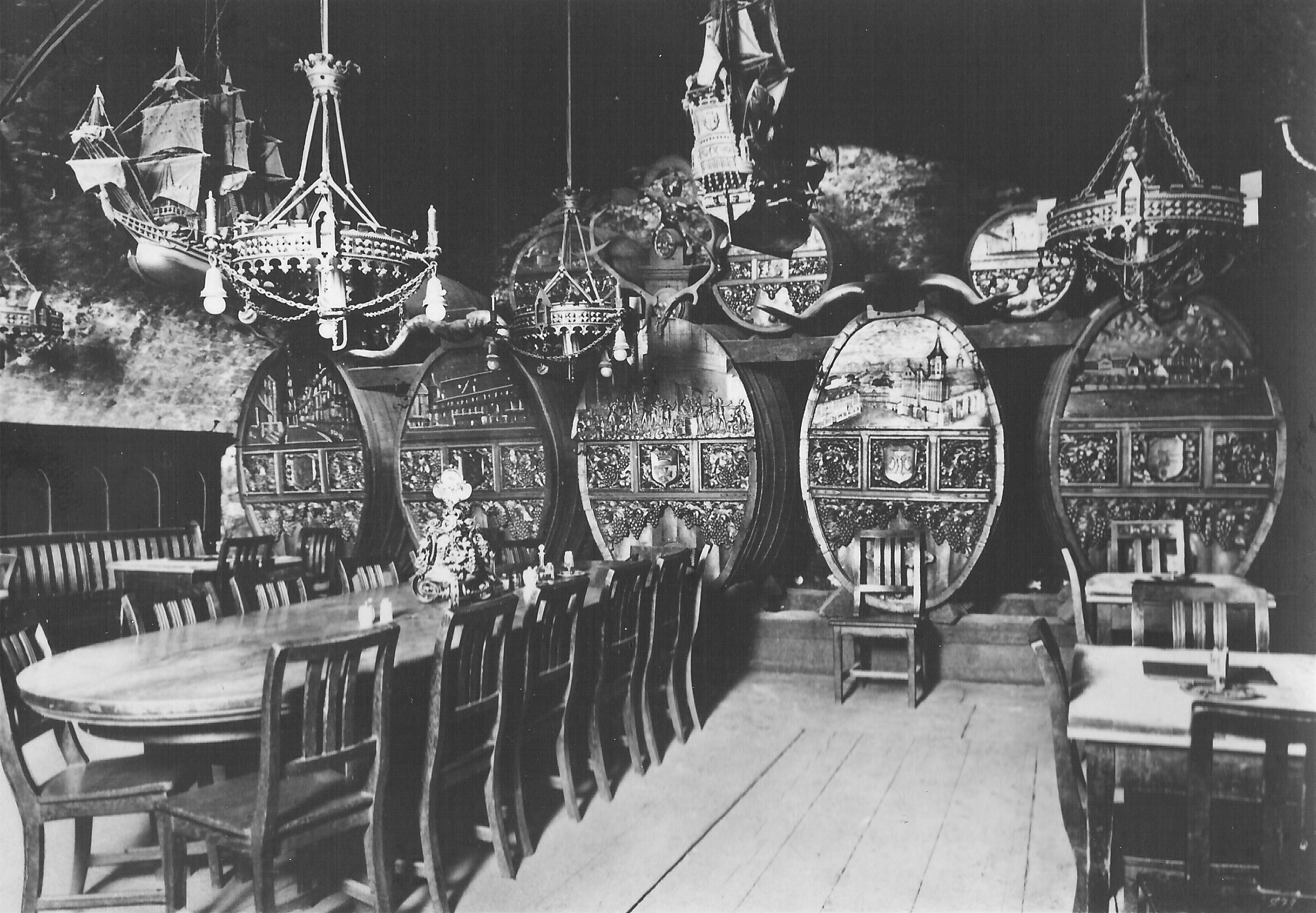
Vue intérieure du Blutgericht
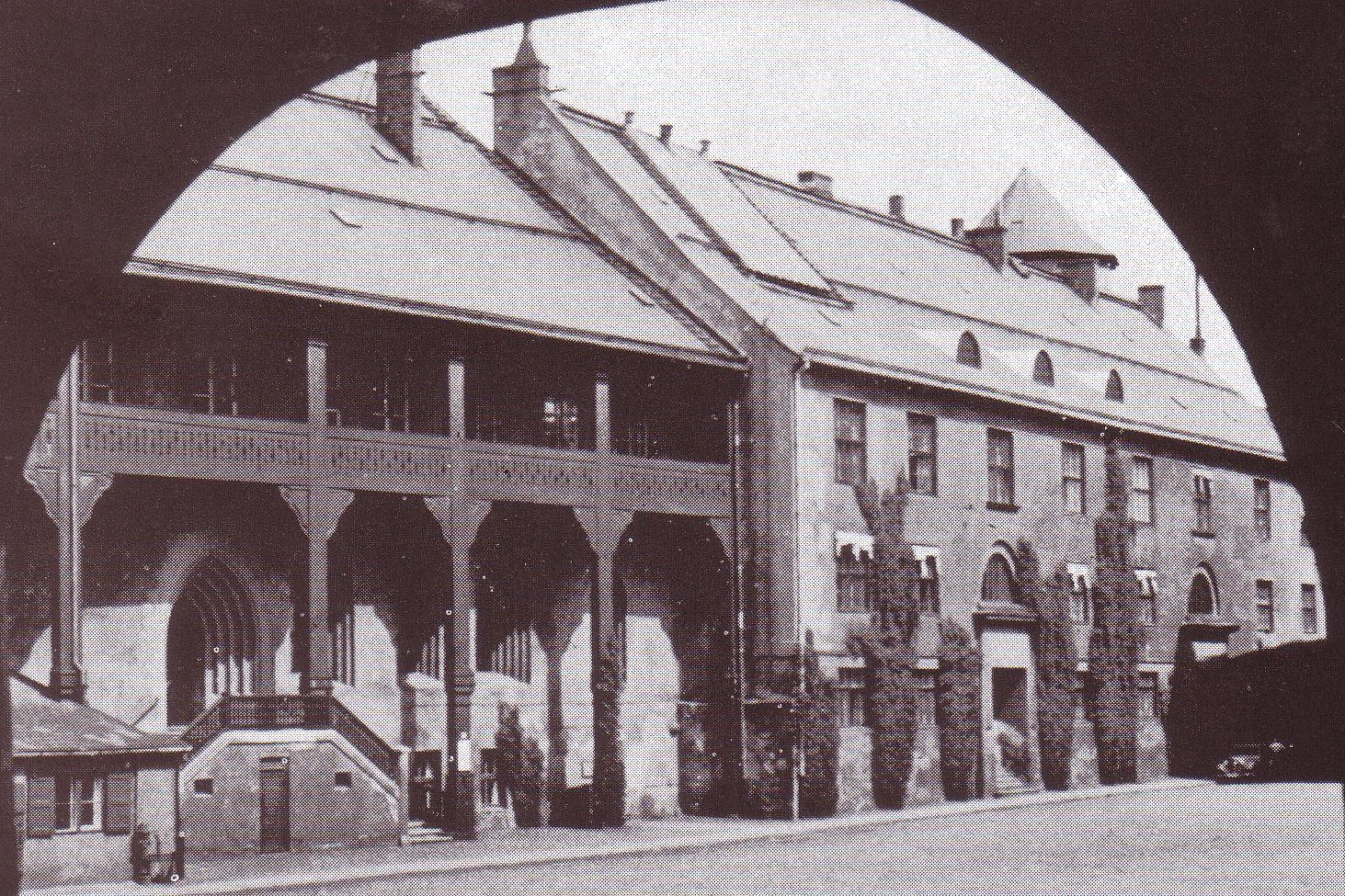
Aile nord (partie orientale) avec vue sur l'entrée de l'Oberlandesgericht (Cour d'appel de Prusse)

## Aménagements et services publics hébergés par le château
- Résidence et domicile des Hohenzollern en Prusse-Orientale.
- Le musée Prussia : exposition de civilisation de la société Prussia.
- Le Tribunal du sang (de) (Blutgericht en allemand) : bar à vin situé dans les caves voûtées.
- La Bibliothèque d'argent (de) (Silberbibliothek en allemand) : collection précieuse de manuscrits.
- La Cour d'appel de Königsberg (Oberlandesgericht Königsberg en allemand)
- Le Musée Provincial de Prusse Orientale (de)
- Le Service des monuments historiques de la province de Prusse Orientale (de)
- Le Service des archives de l'État prussien de Königsberg

## Musée des bâtiments de l'ordre
Les bâtiments de l'Ordre Teutonique furent préservés en tant que musée dans l'aile nord du château. Le bâtiment le plus ancien était la tour rectangulaire que le bailli de Sambie (Samland en allemand) Diderich von Lindelau érigea entre 1278 et 1292. Ceci fut notamment attesté par une inscription en lettres gothiques majuscules figurant sur une dalle d'argile dans le sous-sol. De chaque côté de la tour se trouvaient les réfectoires dans lesquels le maréchal de l'ordre puis à partir de 1457, le grand maître (Hochmeister en allemand) de l'ordre avaient établi leur résidence. En 1526, le duc Albert de Brandebourg, dernier grand maître de l'ordre, fit célébrer son mariage avec Dorothée du Danemark dans ces locaux et tous deux y résidèrent jusqu'en 1533.
Vers l'ouest, le musée s'étendait jusqu'à la tour du Pelletier, tour ronde d'angle située au nord-ouest du bâtiment Georg-Friedrich. Lors de son édification, Blasius Berwart (de) fit abattre une tour du même nom qui se situait un peu plus loin à l'est,le nom de l'ancienne tour lui étant simplement réattribuée. À l'intérieur, se trouvait la Bibliothèque d'argent (Silberbibliothek). L'orfèvre J. Freudner, originaire de la ville d'Ulm et qui s'installa dès 1527 dans le quartier de Kneiphof, forgea en 1541, la fameuse Épée d'Albert en argent (Albrechtschwert en allemand) qui faisait partie de la collection du musée. Cette dernière contenait, par ailleurs, un harnais ciselé du duc Albert ainsi qu'un portrait sculpté sur bois de Hans Schenk (de). Ce dernier fut sauvé de façon rocambolesque et parvint au musée du pavillon de chasse de Grunewald à Berlin. Dans les anciennes archives de l'ordre, se trouvait également le sauf-conduit de Martin Luther accordé par l'empereur Charles Quint, lorsqu'il ce dernier le convoqua devant la Diète impériale de Worms de 1521 (Reichstag zu Worms). Ce document était parvenu en Prusse-Orientale par l'intermédiaire de la troisième fille de Luther, Margarete von Kunheim, tout d'abord parmi les possessions du chancelier Martin von Wallenrodt (de) puis dans celles du musée du château.

## Historique de la construction[3]
Le château fut érigé au Ier siècle apr. J.-C. par les Goths près de la rivière Pregel sous le nom de forteresse « Tuwangste ». Après la conquête de la région par les Chevaliers Teutoniques en 1255, le château de Königsberg connut une période de développement à partir de 1257 avec le grand maître des Chevaliers Teutoniques, Burchard von Hornhausen. Le château fut largement agrandi et reconsolidé en plusieurs étapes du XVIe au XVIe siècle[Quoi ?].
Après le bombardement de Königsberg par la Royal Air Force lors de la Seconde Guerre mondiale en 1944, le château fut complètement détruit. Toutefois, l'épaisseur des murs était en mesure de résister à la fois aux bombardements aériens et aux pilonnages d'artillerie soviétique.

### Période de l'Ordre Teutonique
En 1242, des négociations furent conduites entre l'Ordre des Chevaliers Teutoniques et la ville de Lübeck en vue de l'aménagement d'une ville portuaire sur Portu Lipce (qui signifie littéralement l'embouchure de la Lipce) sur le fleuve qui porte le nom de Pregore ou Lipza. Il fut tout d'abord question de la création d'une ville-État par la ville de Lübeck. En 1246, un accord fut finalement trouvé aux termes duquel l'Ordre prendrait lui-même en compte la création d'un ville et à côté de la ville, la construction d'un château fort. Par ailleurs, plusieurs campagnes militaires ont également été entreprises en Sambie. Mais la mise en œuvre du plan fut retardée par d'autres événements politiques et militaires. C'est seulement en 1255 qu'une grande armée de croisés du roi Ottokar de Bohême sous commandement de l'Ordre Teutonique envahit la Sambie en provenance de Balga et en passant par les glaces sur la lagune de la Vistule. C'est ainsi que les Sambiens qui, en prévision de l'attaque avaient préventivement occupé une ligne de défense sur le fleuve Prégolia furent contournés. Débordant largement, les troupes de l'Ordre dévastèrent tout sur leur passage puis obliquant vers le sud et écrasèrent les défenseurs de la ligne de la Prégolia.
Sur une montagne, dans une forêt que les Borusses appelaient Tuwangste, (ou bien Twangste, Twangst, Twongst, Twoyngst), se trouvait une ancienne forteresse des Borusses. L'étymologie du nom de ce château fort remonte au mot Wangus et désigne une coupe de bois dans une forêt de chêne. Le chêne étant le symbole du dieu prussien du tonnerre Perkunos et à ce titre était tabou, il était donc interdit aux indigènes Borusses, ne serait-ce que de toucher une forêt de chêne. C'est là que l'ordre construisit le château fort qui, en l'honneur du roi Ottokar fut baptisé Königsberg. La construction fut dirigée par le premier commandeur (Komthur en vieil allemand, au sens "Chevalier d'un Ordre militaire ou hospitalier pourvu d'une commanderie") Burchard von Hornhausen. Une véritable armée de Borusses fut massée pour la corvée de la construction. Le premier château fort, le castrum antiquum se situait à l'endroit où s'éleva plus tard la basse-cour du château, puis la caserne de cuirassiers et, à partir de 1926, le bâtiment de la Reichsbank. Lors de la construction de ce dernier, quelques restes de la forteresse d'origine en bois furent mis au jour ; de même que des pieux fixés dans des monticules de pierre, qui constituaient vraisemblablement les piliers de fondations d'une construction en bois. Cette forteresse initiale en bois fut renforcée dès 1257 par des éléments de construction en pierre.
Les travaux de fortification et la construction des bâtiments du château entrepris par l'Ordre débutèrent peu après la prise de contrôle du plateau en 1255. En guise de protection provisoire, une forteresse aux murs en terre fut érigée au-delà de la Prégolia, qui conserva plus tard les caractéristiques d'une basse-cour. Mais parallèlement, les travaux d'extension du château principal débutèrent également. Quelques années après le début de la construction, le château fort était déjà si bien défendable qu'il soutint un siège de trois ans lors du grand soulèvement des Borusses en 1260. Mais ce n'est qu'après l'écrasement de ce soulèvement que l'on débuta l'édification de la double muraille d'enceinte ponctuée de neuf tour de défense. De ces neuf tours, seule la Haberturm sur la face nord a survécu. Les autres constructions, dépendances, étables et écuries, etc. s'appuyaient à partir de l'intérieur de la cour sur la muraille d'enceinte.
Les bâtiments de la Cour d'appel de Königsberg correspondait à ce qui était la halle au grain (grenier) au XIVe siècle. Le bâtiment conventuel avec l'église, le réfectoire et la salle capitulaire prolongeaient le bâtiment vers l'ouest. Ils constituaient l'habitation du Maréchal de l'Ordre, avec une vieille tour de défense sur la face nord et enfin une infirmerie, un hôpital et l'hospice des maîtres de l'Ordre, assorti d'une petite chapelle. Vers 1380, la tour de l'angle sud-ouest du bâtiment conventuel deviendra le clocher et la tour de guet. Avec l'achèvement de cette tour, qui hormis ses tourelles est restée dans sa forme architecturale du Moyen Âge, l'histoire de la construction de l'époque de l'Ordre Teutonique est terminée pour l'essentiel. En 1457, à la suite de la perte de Marienburg, le grand maître de l'ordre fut contraint de déménager à Königsberg où il occupa aussitôt les appartements du maréchal de l'Ordre, qui de ce fait devinrent la résidence officielle des grands maîtres.

### Les murailles de défense
La construction débuta avec l'édification des murailles de défense extérieures. Dès 1263 elles entouraient la totalité du quadrilatère de l'actuel château. Leur tracé est très clairement visible sur chaque côté, à l'exception de la façade ouest. Du côté nord, le mur en pierre brute haut de cinq à six mètres et épais de deux a été préservé sur toute sa longueur. À l'origine, le mur de défense, y compris le chemin de ronde construit en briques s'élevait à une hauteur de sept à huit mètres. Sur le côté nord, il y avait, mise à part la tour d'angle nord-est, la Haberturm, deux fortes tours quadrangulaires, dont la plus occidentale pouvait être approximativement datée. Le mur oriental, n'a été préservé que sur sa partie nord, jusqu'au-dessus du portail d'entrée et n'est identifiable sur sa partie sud qu'au travers de dessins du XVIIIe siècle. Cette partie, à l'instar de la muraille occidentale, ne comportait pas de tours intermédiaires. Dans la partie inférieure de la muraille sud, la maçonnerie en pierre brute avait également été préservée et ne se prolongeait vers le haut que de manière irrégulière.
Pendant la guerre de Treize Ans au milieu du XVe siècle, la muraille avec ses quatre tours adossées à la vieille ville fut démolie par les citoyens de la ville. Ce n'est qu'en 1482 que l'Ordre Teutonique la reconstruisit. À cette occasion, les restes de l'ancienne muraille qui tenait encore debout furent réutilisés. De la même manière, les fondations des trois tours quadrangulaires ainsi que celles de la tour d'angle sud-est, également quadrangulaire, furent aussi utilisées pour la reconstruction comme les fouilles permirent de l'établir plus tard. La tour d'angle sud-ouest fut quant à elle, éliminée au XVIe siècle lors de la construction de l'Église du château. Il y avait donc en dehors des quatre tours d'angle, deux tours au nord et trois tours au sud, soit un total de neuf tours.

### Les logements conventuels
L'époque de l'édification des logements conventuels et des latrines n'est pas datable avec certitude. Ils ont vraisemblablement été construits avant l'infirmerie des seigneurs (Herrenfirmarie en allemand), étant donné que le plan au sol et la conception de cette dernière s'appuie sur la maison conventuelle. Les fondations de l'aile ouest ont peut-être été partiellement utilisées pour la nouvelle construction. Celles des trois autres ailes, pour autant qu'elles se trouvaient sous l'actuel pavement de la cour, ont pu être découvertes lors de fouilles de 1926-1927. Si l'on admet que l'ancien puits du château, qui a été préservé, se trouvait au milieu de la cour de la maison conventuelle, les dimensions de cette dernière devraient s'établir comme suit : la cour 22,85 × 29 mètres, dimensions extérieures du bâtiment à quatre ailes 47,5 × 58 mètres. Les ailes nord et sud se prolongeaient jusqu'à la muraille, tandis que l'aile orientale était insérée entre les deux autres ailes sans être adossée à la muraille extérieure.
Les trois ailes dégagées par les fouilles sont à double nef, les ailes nord et sud n'étant à l'origine divisées par aucune paroi transversale. Dans l'aile sud, plus large, on pouvait reconnaître l'existence des anciennes parois transversales dans les étages supérieurs au fait qu'au lieu d'un seul pilier central, il y en avait respectivement deux. Lors de la construction de l'aile de l'église du château, sous le règne du margrave George-Frédéric (Markgraf Georg Friedrich) dans les dernières décennies du XVIe siècle, les parties encore existantes de la maison conventuelle, à savoir les ailes sud et ouest, furent démolies.

### L'infirmerie des seigneurs
L'infirmerie, l'hospice et la maison de retraite des frères de l'Ordre, ont été érigés dans l'angle nord-ouest du château. Celui-ci se composait de deux salles voûtées à croisées d'ogive séparées par un solide mur de pierre avec de larges fenêtres à niche dans le mur nord. La salle orientale a été mutilée jusqu'à être méconnaissable par des travaux de transformation du XVe siècle, mais elle put être reconstitué à partir des traces dans la maçonnerie.

### Les appartements du maréchal supérieur de l'ordre

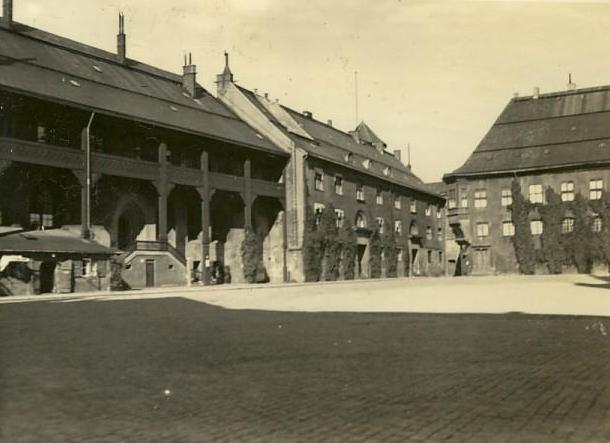
Entrée du Blutgericht (gauche au niveau du sol) suivi des appartements du maréchal (escalier et étages en bois), suivi du bâtiment de la Cour d'appel (Oberlandesgericht) aboutissant au portail principal du château dans le coin des bâtiments.

La maison fut construite après que plusieurs bâtiments plus anciens adossés au murailles de défense extérieure furent dégagés. Son aménagement intérieur comprenait pour l'étage principal, les pièces habituelles : salon, chambre à coucher, chambre du serviteur, réfectoire, hall d'entrée. Par ailleurs, une chapelle fut construite en même temps pour l'infirmerie, la chapelle Sainte-Anne. Les dimensions sont considérables. La structure du bâtiment est basée sur deux enfilades adjacentes de voûtes en étoile. Au XVe siècle, les voûtes au-dessus du hall d'entrée, de la chambre du serviteur et du réfectoire furent remplacées par des voûtes en étoiles s'étendant sur toute la profondeur du bâtiment, si bien que l'impression générale en fut considérablement modifiée. À partir de la cour, on montait par un escalier au premier étage avec deux galeries. De la galerie supérieure, un portail en arc brisé menait dans le hall d'entrée. Les jambages de porte se composaient en partie de briques de parement profilées dont la hauteur était anormalement élevée, à la manière de cubes en pierre de taille insérés dans le mur en brique. À l'origine, la salle d'entrée n'avait pas les dimensions qu'elle eut ultérieurement. Sur le mur oriental s'amorçaient deux arcs formeret en ogive, mais également deux portes respectivement au-dessous chaque arc formeret. Plus tard, lorsqu'au XVIe siècle un étage supérieur fut construit au-dessus de l'étage principal, un plus grand escalier fut construit en remplacement.
Les voûtes étaient curieusement arrangées. Les sommiers des arcs s'appuyaient sur des impostes en calcaire sculpté : un petit bonhomme accroupi, un chien avec un collier en anneau, une tête de bélier, une imposte en forme de rampage. Leur signification reste incertaine. La fenêtre de cour occidentale avait un parapet à hauteur d'homme. Contre ce dernier se trouvait une porte donnant accès à un escalier en colimaçon dans l'épaisseur du mur et descendant à la cave. Des restes de peintures murales du XVe siècle avaient été préservés : au-dessus de la porte d'entrée de la pièce de vie, les armoiries du dernier grand maître Frédéric de Saxe. La chambre à coucher, comme la pièce de vie, possédait des impostes et des sommiers en calcaires sculptés.
Galerie d'images

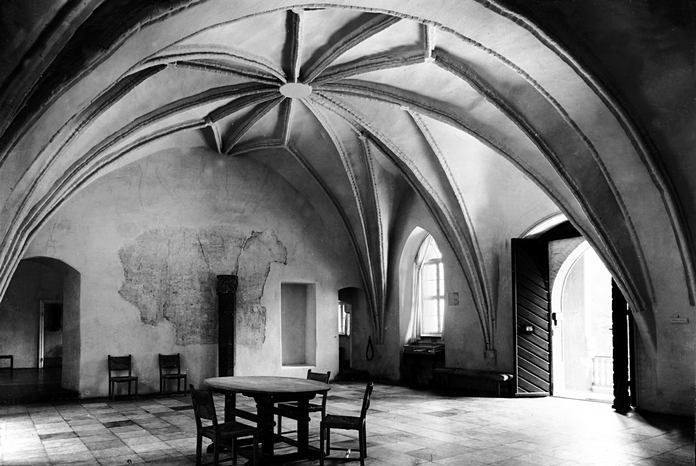
L'appartement du maréchal de l'ordre
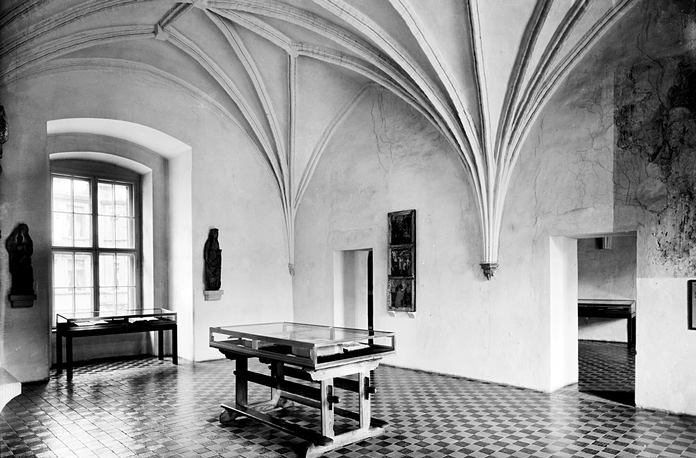
Beaucoup de pièces étaient utilisées pour des expositions,
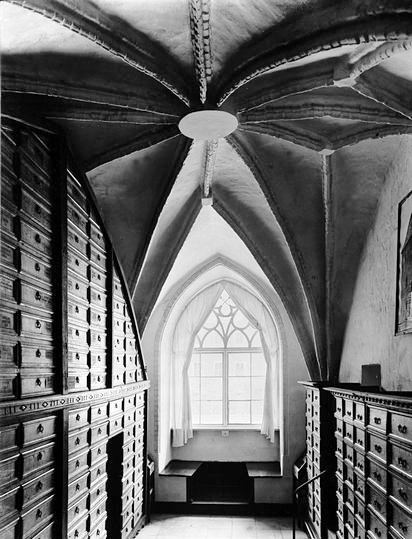
ou bien comme salle d'archives.
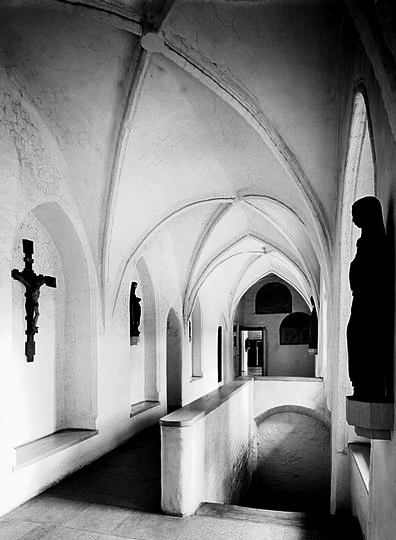
Le couloir de l'infirmerie

### Époque des ducs de Prusse
Le château de Königsberg devint la résidence principale des ducs de Prusse à partir de 1525 jusqu'en 1618, puis résidence secondaire des princes-électeurs de Brandebourg après le transfert de la capitale vers Berlin. Albert (Albrecht en allemand), margrave de Brandebourg, qui fut grand maître de 1511 à 1525, transforma l'État monastique en un duché séculier et en même temps, dirigea la transformation de la forteresse médiévale de l'Ordre en un château d'habitation pour les ducs de Prusse. Son premier architecte, Frédéric Nussdorfer (Friedrich Nußdorfer), construisit certaines parties de l'aile ouest, du bâtiment Albert (futur cour d'appel de Prusse), comme en particulier le portail Albert (Albrechtstor en allemand) daté de 1532.
Avec la fin de la domination de l'ordre monastique en 1525 et l'établissement d'une cour ducale, des modifications notables du parc immobilier du château s'avérèrent indispensables. Il y eut un besoin très important de locaux administratifs et très vite également de locaux de représentation ainsi que d'appartements pour la duchesse et la cour. Les pièces de l'époque médiévale furent probablement jugées démodées, particulièrement du fait que le style architectural de la Renaissance commençait à s'imposer. Les travaux débutèrent tout d'abord par la façade orientale. En lieu et place de la porte du médiévale, le portail est fut doté d'une porte d'entrée en arc lequel était encadré par deux pilastres et un tympan rond et plat. Albert fit également jeter les bases de la célèbre Bibliothèque d'argent (Silberbibliothek). Christian Hoffmann et Christof Römer réalisèrent ensuite ses projets de constructions, terminèrent la façade orientale, et construisirent l'ensemble de l'aile sud jusqu'en 1569. Dans l'ensemble, à partir de 1532, le château fut transformé dans ses parties méridionale et orientale, en un superbe palais de style Renaissance. Le margrave Georg Friedrich von Ansbach voulut une église ainsi qu'une grande salle pour les réceptions et les fêtes, pour ainsi élever le château de simple résidence ducale au rang de véritable symbole représentatif du duché de Prusse. Ainsi, en une décennie naquit l'église du château, encadrée de deux tours massives (au nord-ouest et au sud-est). L'église fut maintenue basse et à double nef et au-dessus fut construite la gigantesque salle des Moscovites. Sous le règne du prince-électeur Frédéric-Guillaume Ier de Brandebourg arrivèrent enfin les premiers aménagements dans le style baroque hollandais.
Galerie d'images

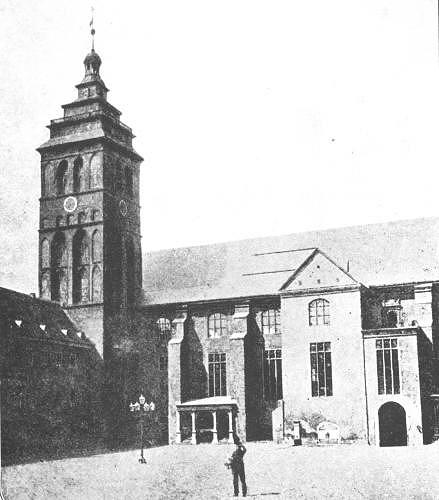
Tour du Château avec l'ancienne flèche

### Époque des rois de Prusse
En 1701, eut lieu, au château, le couronnement du prince-électeur de Brandebourg Frédéric III comme premier roi en Prusse sous le nom de Frédéric Ier. Au cours des années suivantes, jusqu'en 1713, fut édifiée l'aile baroque au sud, le fameux bâtiment Unfriedt (Unfriedtbau (de)), par l'ingénieur des bâtiments Joachim Ludwig Schultheiß von Unfriedt (de). Le plan prévoyait de raser l'ensemble de l'aile orientale. À sa place devait être érigé un bâtiment de trois étages avec entrée en arc de triomphe et deux ailes avancées. La transformation débuta en 1705 et fut accomplie pour un tiers (la partie sud) jusqu'en 1712. Le roi Frédéric-Guillaume Ier (Friedrich-Wilhelm I.) arrêta les travaux de transformation en 1713. Dès lors, le palais fut utilisé essentiellement par l'administration du pays (par ex. : La chambre de Guerre et des domaines, les tribunaux). En 1861, se déroula le couronnement du roi de Prusse Guillaume Ier (Wilhelm I.). De 1864 à 1866, une nouvelle flèche fut érigée par l'architecte Friedrich August Stüler sur la tour principale du château qui servait également de clocher, lequel s'éleva dès lors à une hauteur de 82 mètres.
Galerie d'images

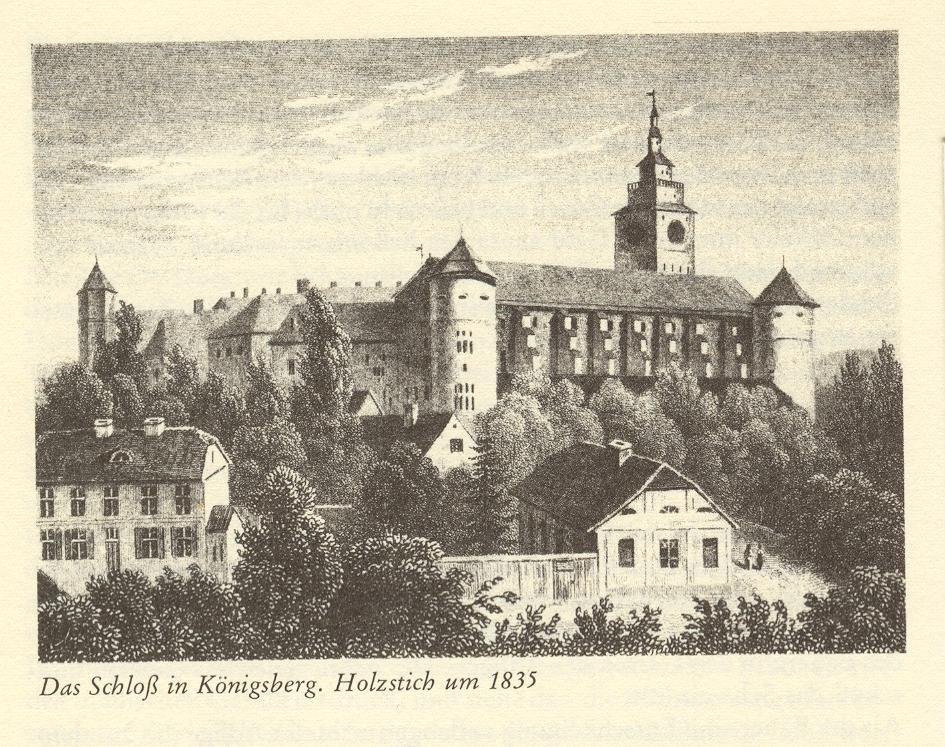
1835 à l'avant plan sur la droite, la maison d'Emmanuel Kant
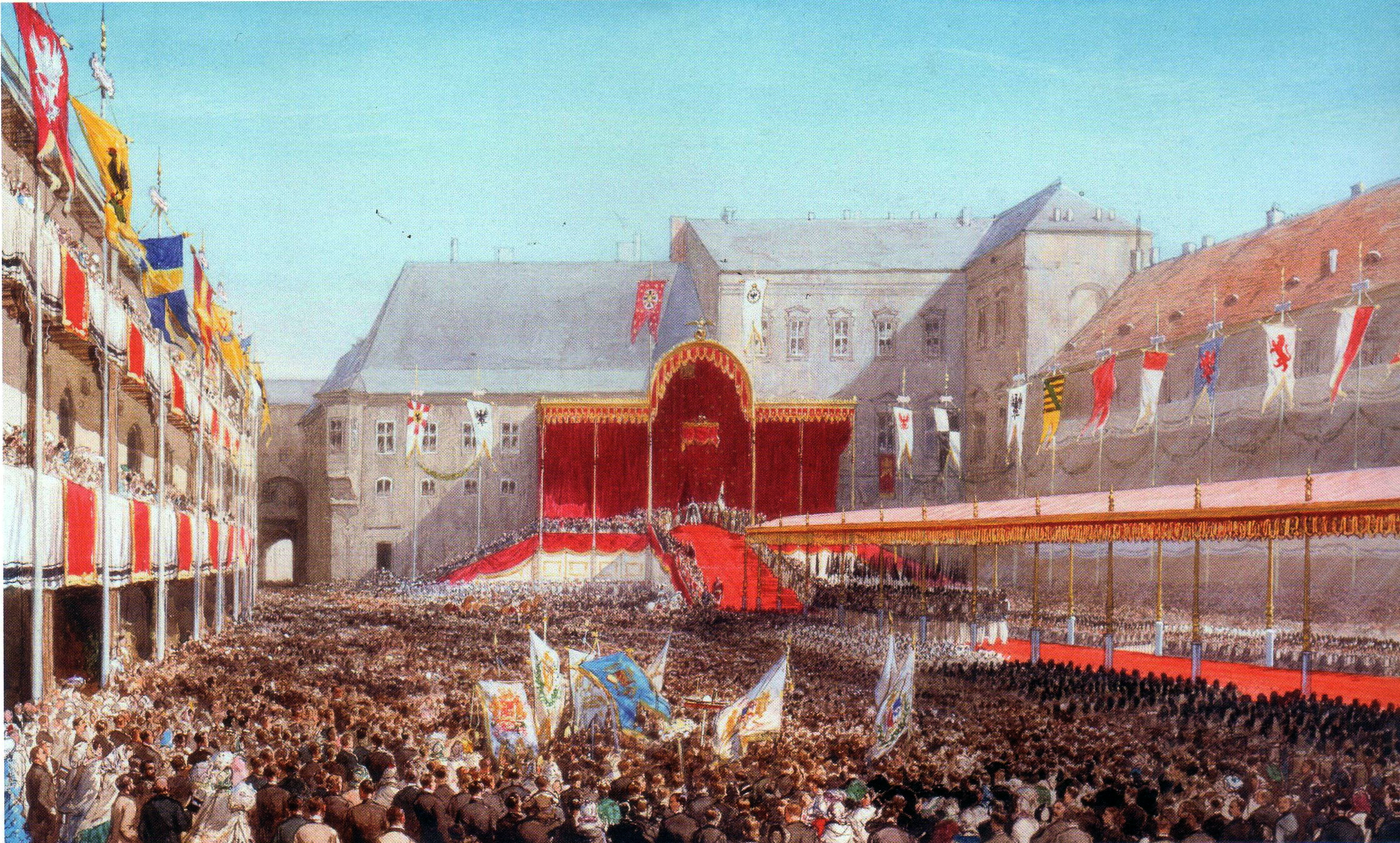
Cortège de couronnement du roi Guillaume Ier. (1861)
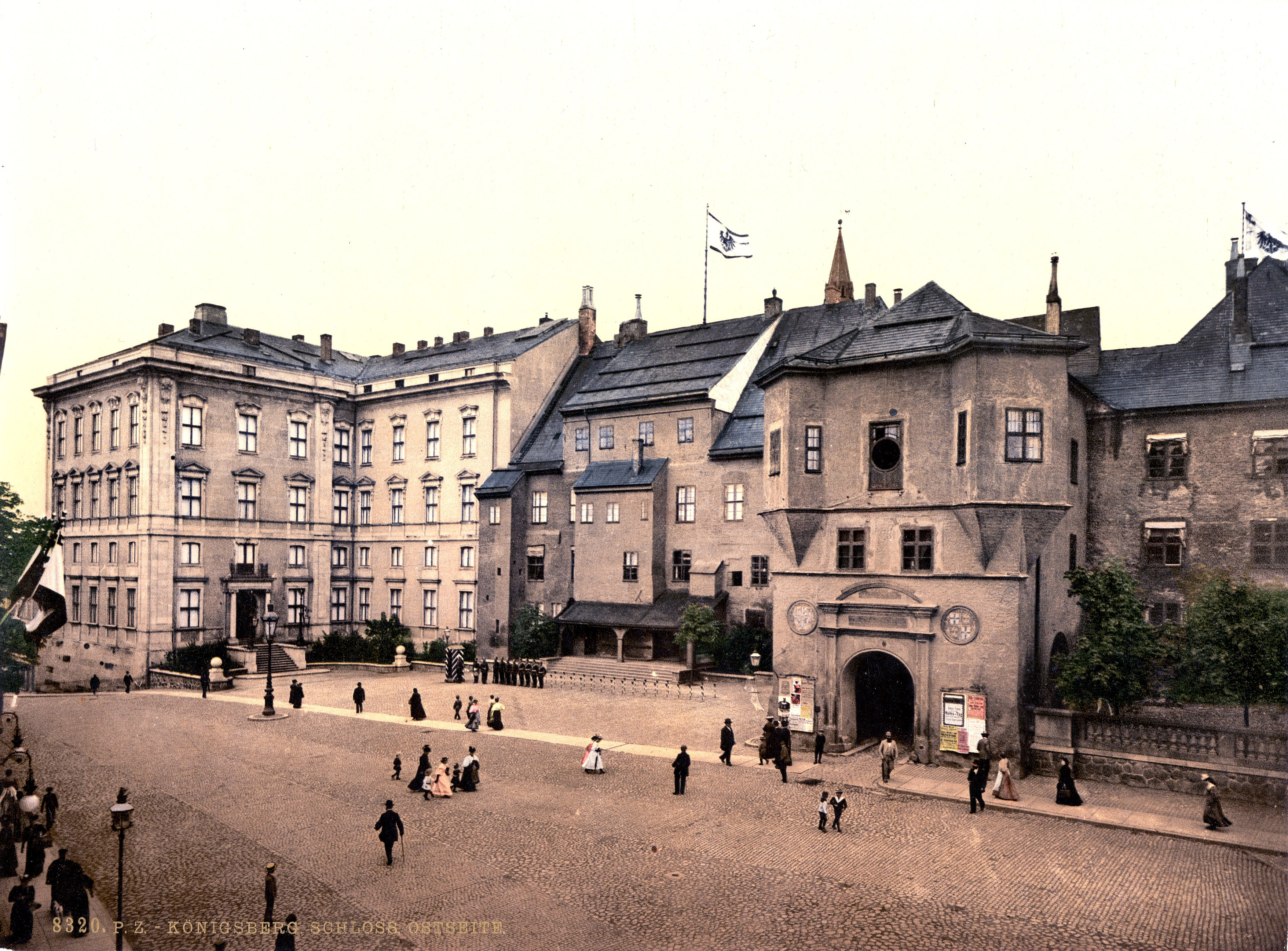
Façade Est vers 1900
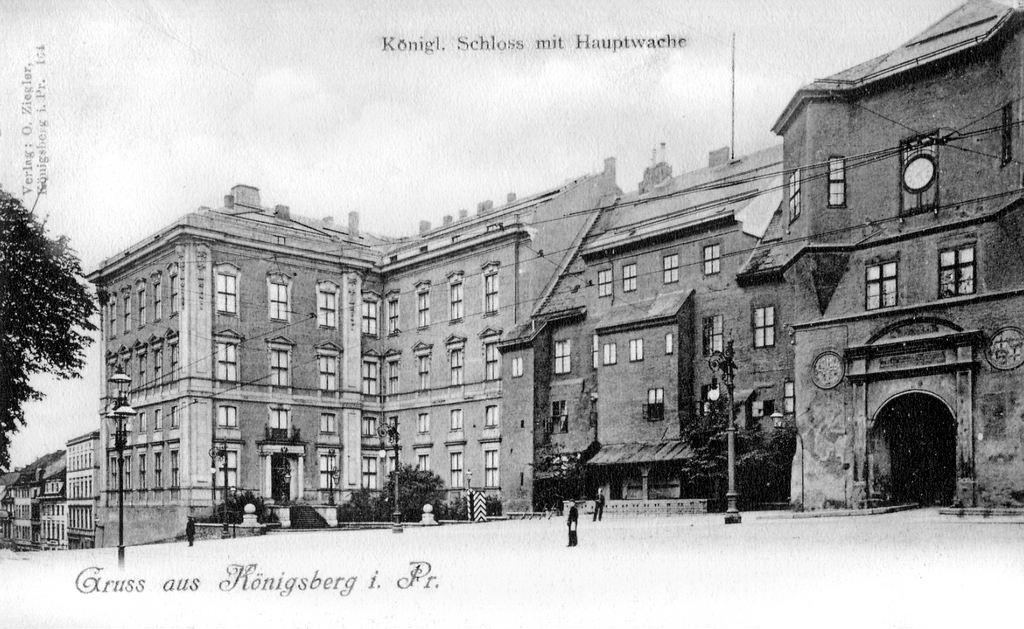
La garde du château sur la façade orientale

### République de Weimar et Troisième Reich
Avant la Seconde Guerre mondiale, le musée d'État (Staatsmuseum) et la collection de tableaux étaient hébergés dans certaines parties du château. Il abritait alors entre autres les 240 000 pièces archéologiques de la collection Prussia (de), une collection de la Bibliothèque d'État et universitaire de Königsberg avec la célèbre Bibliothèque d'argent (de) du XVIe siècle ainsi que de nombreux tableaux du peintre Lovis Corinth. Durant la Seconde Guerre mondiale, le château servit de dépôt pour des œuvres d'art russes pillées, parmi lesquelles la Chambre d'ambre disparue depuis 1945, ainsi que le mobilier érotique de la grande Catherine II de Russie. Célèbre étaient également la grande salle des Moscovites et le bar à vin Blutgericht (le tribunal du sang). Au cours de la Deuxième Guerre mondiale le château fut entièrement détruit par un incendie faisant suite aux attaques aériennes britanniques de la fin du mois d'août 1944. Les murs épais ainsi que la tour du château résistèrent plus tard partiellement aux pilonnages de l'artillerie soviétique durant la bataille de Königsberg au mois d'avril 1945.

### Époque soviétique
La ville de Königsberg détruite pour l'essentiel, fut cédée à l'Union Soviétique et rebaptisée Kaliningrad dès 1946. Kaliningrad devait renaître comme une ville modèle à partir des ruines de Königsberg et ce faisant, dans la mesure du possible, ne rappeler en aucune manière le passé allemand. C'est ainsi que Léonid Brejnev ordonna d'éliminer les restes du Château, considéré au sein des cercles gouvernementaux soviétiques comme une dent pourrie du militarisme prussien. En dépit des protestations d'étudiants de Kaliningrad et d'autres intellectuels soviétiques, les ruines furent dynamitées en 1968.
En lieu et place du château sur la Place centrale devait s'élever, à côté des anciennes douves comblées, la Maison des Soviets. Il était prévu dans les années 1960 qu'elle devienne un bâtiment administratif, cependant, pour des raisons structurelles elle ne fut pas achevée et resta un chantier abandonné : Le bâtiment de conception trop massive et surdimensionné s'enfonçait lentement dans le sol trop mou. C'est pour cette raison que les actuels habitants de Königsberg lui donnèrent longtemps le nom de vengeance des Prussiens. Le bâtiment ne fut en fin de compte jamais achevé, même si en 2005, à l'occasion de la visite du président russe de l'époque, Vladimir Poutine, la façade fut repeinte et des fenêtres installées. Il a finalement été entièrement démoli en 2024. L'administration municipale actuelle de Kaliningrad discuta pendant un temps la possibilité, avec le soutien financier du ministère de la culture russe, de reconstruire le château.
Contrairement à la cathédrale de Königsberg, qui, depuis un certain nombre d'années, est en cours de rénovation, la reconstruction du château se heurterait à la difficulté majeure qu'il faudrait reconstruire le château depuis ses fondations, si bien que ces projets furent dans un premier temps abandonnés. Au lieu de cela, la Place Centrale fut entièrement repavée à neuf. Depuis le mois de septembre 2001, le magazine d'information allemand Der Spiegel finance la mise au jour de certaines parties des caves du château menée par le musée d'histoire de l'art de Kaliningrad. On espère ainsi retrouver des trésors artistiques ensevelis du musée du château et peut-être aussi retrouver les restes de la Chambre d'ambre. Jusqu'à présent, des milliers d'objets ont été retrouvés. Au mois de juin 2005, un coffret d'argent dissimulé fut retrouvé contenant des médailles et des amulettes, ce qui a fait sensation dans les milieux spécialisés. Il est planifié qu'à l'issue des travaux d'excavation, certaines parties des voûtes de la cave du château soient ouvertes au public comme musée à ciel ouvert.
Galerie d'images

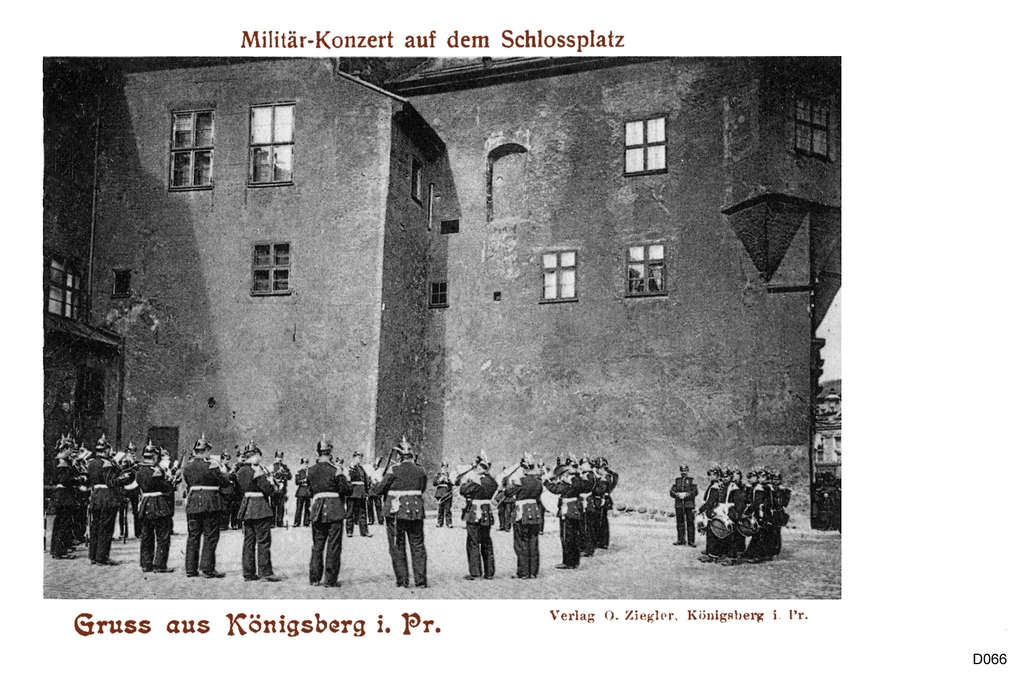
Concert d'une fanfare militaire devant le portail d'entrée
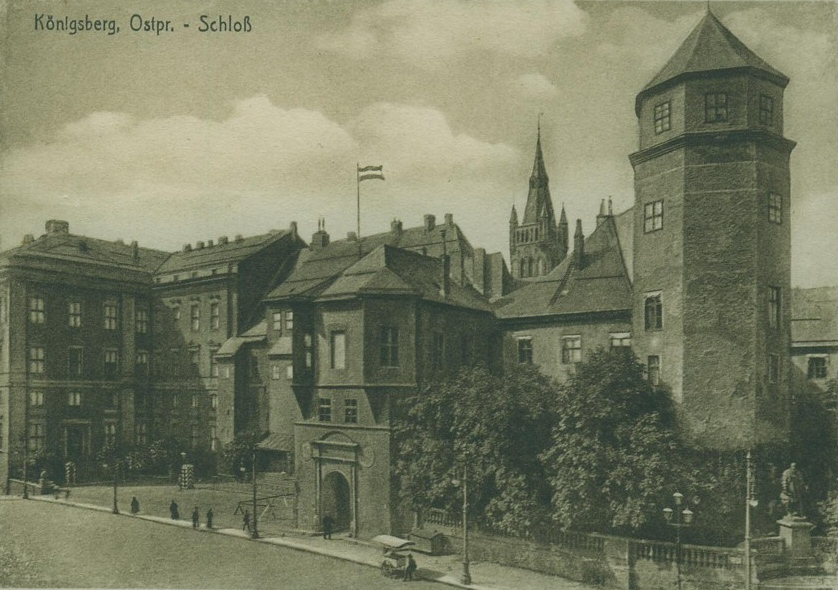
La Tour Haber
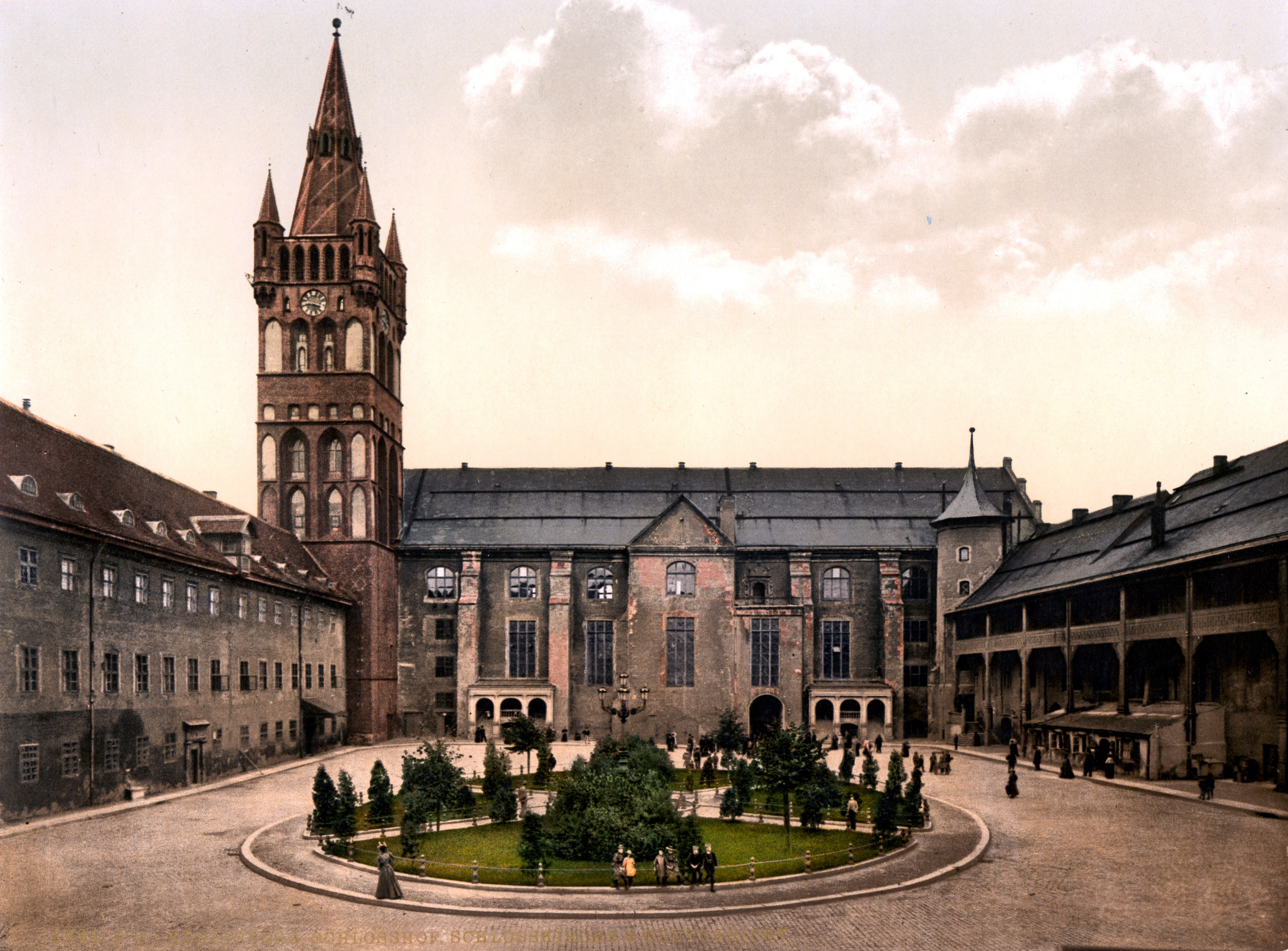
Cour intérieur et église du château
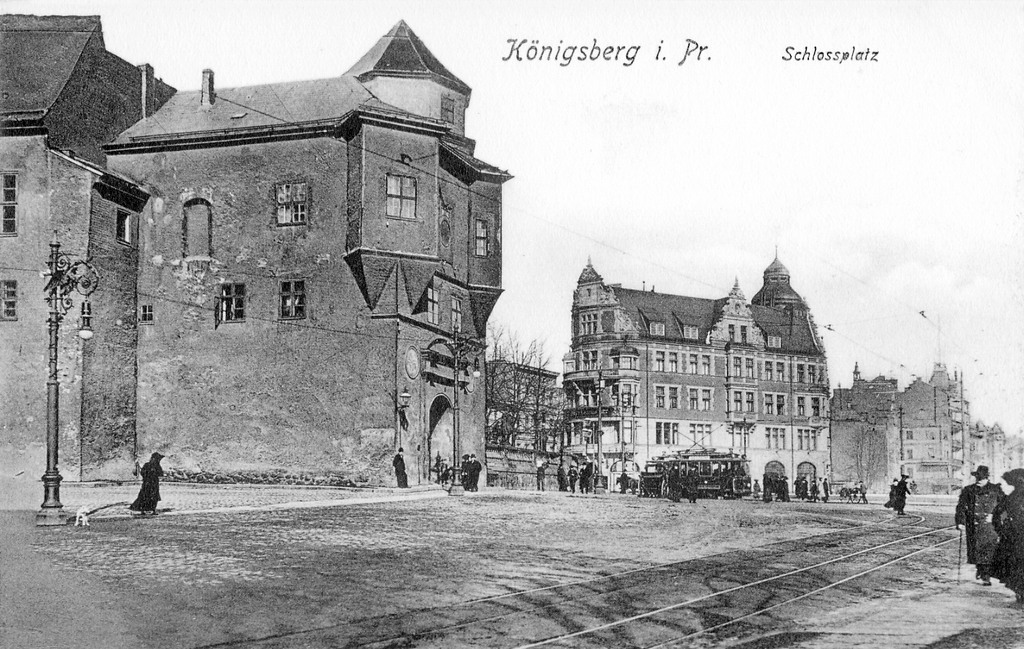
Place du Château avec vue vers le nord en direction de l'étang du Château.
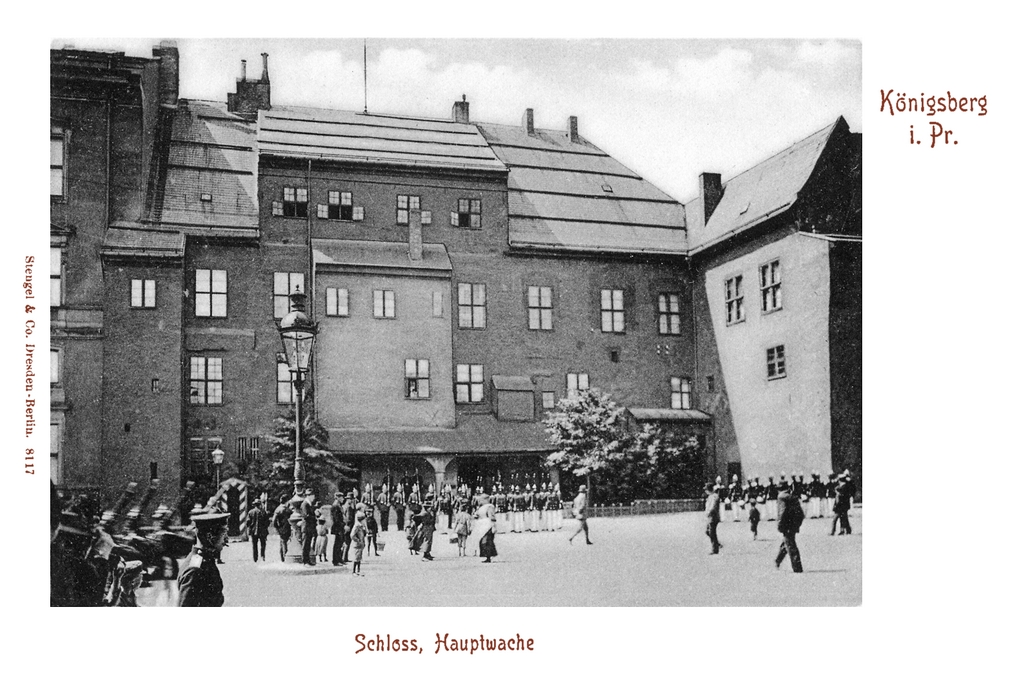
Garde du château
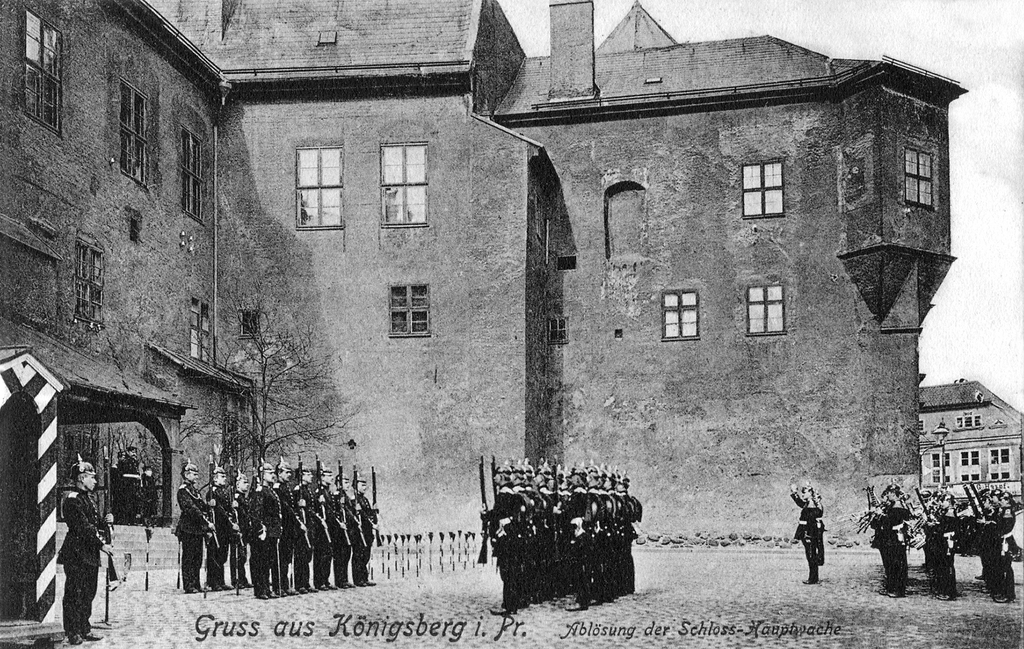
Relève de la garde

## Sources et bibliographie
- (de) Cet article est partiellement ou en totalité issu de l’article de Wikipédia en allemand intitulé « Königsberger Schloss » (voir la liste des auteurs).
- (de) Robert Albinus: Königsberg-Lexikon. Stadt und Umgebung. Flechsig, Wurtzbourg, 2002,  (ISBN 3-88189-441-1).
- (de) Fritz Gause: Die Geschichte der Stadt Königsberg in Preußen. 3 Bände. 2./3. ergänzte Auflage. Böhlau, Cologne u. a., 1996,  (ISBN 3-412-08896-X).
- (de) Baldur Köster: Königsberg. Architektur aus deutscher Zeit. Husum Druck, Husum 2000,  (ISBN 3-88042-923-5).
- (de) Jürgen Manthey: Königsberg – Geschichte einer Weltbürgerrepublik. Hanser, Munich, 2005,  (ISBN 3-446-20619-1).
- (de) Gunnar Strunz: Königsberg entdecken. Zwischen Memel und frischem Haff. Trescher, Berlin, 2006,  (ISBN 3-89794-071-X).
- (de) Herbert Meinhard Mühlpfordt: Unsterbliches Königsberger Schloß. Zehn Essays. Herausgegeben von Peter Wörster. Francfort-sur-le-Main, 2004
- (de) Alfred Rohde (de):  Das Schloß in Königsberg (Pr.) und seine Sammlungen, 1933; 5. Auflage, Berlin 1942.
- (de) Wulf D. Wagner: Das Königsberger Schloss. Eine Bau- und Kulturgeschichte. Tome 1: Von der Gründung bis zur Regierung Friedrich Wilhelms I. (1255–1740). Schnell + Steiner, Regensburg 2008,  (ISBN 978-3-7954-1936-3) (Publikationen des Museums Stadt Königsberg 5), (Zugleich: Karlsruhe, Univ., Diss., 2005).
- (de) Wulf D. Wagner, Heinrich Lange: Das Königsberger Schloss. Eine Bau- und Kulturgeschichte. Tome 2 : Von Friedrich dem Großen bis zur Sprengung (1740-1967/68). Das Schicksal seiner Sammlungen nach 1945. Schnell + Steiner, Regensburg 2011,  (ISBN 978-3-7954-1953-0).
- (de) Wulf D. Wagner: Das Schloss Königsberg/Kaliningrad. In: Schnell, Kunstführer Nr. 2711, Regensburg 2008  (ISBN 978-3-7954-6787-6).
- (de) Karl Baedeker : Das Deutsche Reich und einige Grenzgebiete, éd. Karl Baedeker, Leipzig 1936 p. 78-79
- (de) Gunnar Strunz: Königsberg entdecken: unterwegs zwischen Memel und Haff, éd. Trescher Verlag, 2006,  (ISBN 389794071X) (ISBN 9783897940710) p. 104-109
- (de)Karl Faber (en): Die Haupt- und Residenz-Stadt Königsberg in Preussen, éd. Gräfe und Unzer, Königsberg 1840
- (de) Friedrich Wilhelm Schubert: Zur sechshundertjährigen Jubelfeier der Stadt Königsberg: historische Erinnerungen an Königberg's Zustände seit seiner Erbauung, éd. Schubert und Seidel, Königsberg 1855
- (fr) Baron Wilhelm Eugen Joseph von Wal : Histoire de l'Ordre Teutonique par un chevalier de l'Ordre, tome II, éd. Veuve Valade, Paris 1784
- (fr) Wilhelm Eugen Joseph von Wal: Histoire de l'Ordre Teutonique, réimprimé, éd. BiblioLife 2010,  (ISBN 1145151744) (ISBN 9781145151741)